# Lectures françaises
Lectures françaises è una rivista mensile francese di estrema destra. Fu fondata da Henry Coston nel 1957.

## Storia
La sua linea editoriale è vicina al settimanale nazionalista Rivarol, con una tendenza cospirazionista (antimassoneria, antisemitismo, ecc.), nostalgica del regime di Vichy.
In origine, la redazione era composta, oltre che il suo fondatore, da Pierre-Antoine Cousteau, Pierre Fontaine, Georges Ollivier, Jacques Ploncard d'Assac e Michel de Mauny era allora il direttore della pubblicazione. Diversi articoli di Paul Rassinier sono stati pubblicati sulla rivista.
La rivista e il suo fondatore Henry Coston hanno svolto un ruolo significativo, assieme alla rivista Défense de l'Occident di Maurice Bardèche, nella diffusione della retorica antisemita e la negazione dell'Olocausto durante il periodo di estrema destra dal 1950 al 1960.
Dopo la scomparsa di diversi membri fondatori, altri giornalisti si unirono alla rivista come Peter Hofstetter, Cedric Gentissard (pseudonimo di Alain de Benoist) e Jacques Bordiot.
Nel 1977, Henry Coston vende la rivista a Jean Auguy, direttore della casa editrice per corrispondenza Diffusion de la Pensée Française (DPF), Lecture et Tradition  e Editions de Chiré. Nel 2011, Jean Auguy ha ceduto il posto a suo genero François-Xavier d'Hautefeuille. Una nuova azienda ha preso il sopravvento: DPF VAD (vendita a distanza), continua l'edizione delle riviste mensili: Lectures fr. e Lectures et Tradition.

## Tiratura
Nel 1958, la rivista contava 2.500 abbonati. Negli anni '70 ha prodotto 20.000 copie. Fortemente colpita dalla partenza di Henry Coston e Jacques Ploncard d'Assac, poi dalla crisi della stampa scritta, la rivista ha visto diminuire il numero dei suoi lettori nel corso degli anni novanta. Ha raggiunto i 6.800 lettori nel novembre 2007.